# Gracia Baur
Gracia Baur é uma cantora alemã. Gracia Baur foi a representante da Alemanha no Festival Eurovisão da Canção 2005 com a música Run and Hide.